# 마쓰이와역
마쓰이와역(일본어: 松岩駅)은 일본 미야기현 게센누마시에 위치한 동일본 여객철도 게센누마 선의 철도역이다. 단선 승강장 1면 1선의 구조를 갖춘 지상역이었으나. 2011년 3월에 일어났던 동일본 대지진의 여파로 현재는 BRT로 대체 운행되고 있다.

## 이용 현황
| 연도     | 승차 인원 |
| 2013년도 | 58        |
| 2014년도 | 66        |
| -------- | --------- |

## 역 주변
- 국도 제45호선

## 역사
- 1957년 2월 11일 : 일본국유철도 게센누마 선의 역으로서 개업.
- 1987년 4월 1일 : 일본국유철도 분할 민영화에 의해, 동일본 여객철도가 승계.
- 2011년 3월 11일 : 동일본 대지진으로 발생했던 쓰나미로 인해 피해를 받음.
- 2012년 8월 20일 : BRT로 임시 복구.
- 2020년 4월 1일 : 야나이즈 역 - 게센누마 역 간의 철도 사업 폐지로 인해 철도역으로는 폐역됨.

## 인접 역
| 게센누마 선          | 게센누마 선   | 게센누마 선                  |
| -------------------- | ------------- | ---------------------------- |
| 사이치 마에야치 방면 | ■ 게센누마 선 | 미나미케센누마 게센누마 방면 |